# いきいき唐津

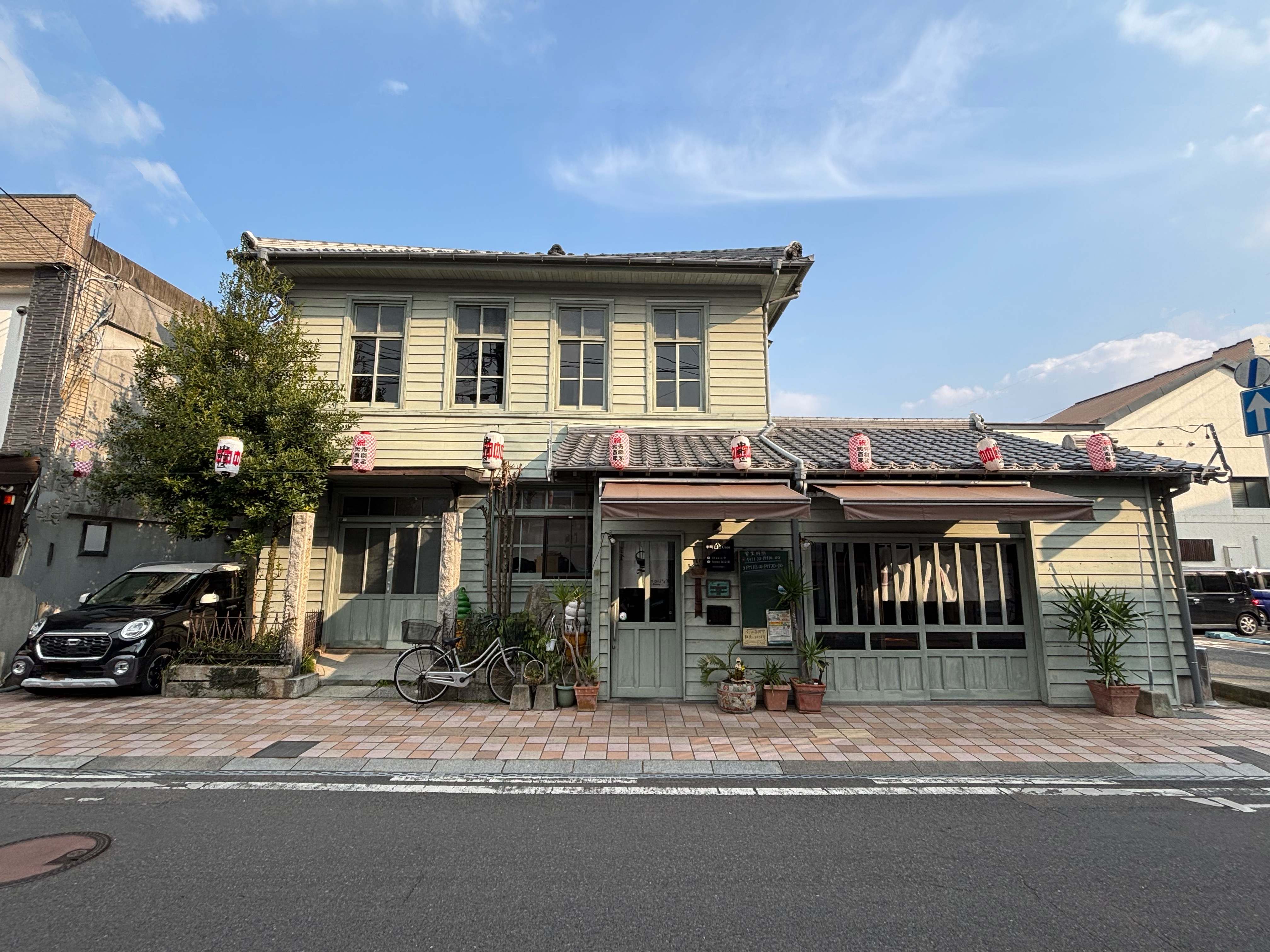
中町Casa（国登録有形文化財）

いきいき唐津株式会社は、佐賀県唐津市にある第三セクターのまちづくり会社。
「暮らしたくなる、訪れたくなる 50年後、100年後も色あせない心豊かなまちづくり」のビジョンのもと、日本の地方都市・唐津に根差した持続可能な地域課題の解決モデルの創造を実践している。また、「地域の暮らす・訪れる価値高めるアセットマネジメント」をミッションに掲げ、地域のソフト・ハードのディべロッパーとして様々な都市再開発事業や取り組みを展開する。
代表的な事業に2019年10月に開業した複合商業施設「KARAE」運営。その他、映画館「THEATER ENYA」、ホテル、唐津焼ギャラリー、カフェ、コンセプトショップ、シェアオフィス、古民家リノベーションなどの事業を行う。
多角的な事業展開および取り組みが評価され、2025年には総務省が主催する令和6年度「ふるさとづくり大賞」最優秀賞である内閣総理大臣賞を受賞。

## 設立背景
佐賀県は2006年に市街地再生指針を策定し、唐津市は2010年に中心市街地活性化法の認定都市となり、同年3月、同社は、唐津市が中心市街地活性化基本計画の認定を受けるとともに誕生した。
当初「中心市街地活性化に関する法律」に則り、2010年に行政主導で設立された会社であったが、2011年には地元企業を中心に、民間から資本金を増資。会社設立直後から、会社や事業推進に取り組む人材採用と育成に力を入れ、まちづくり会社として自走できる経営体制を築いてきたことに特徴がある。

## 事業内容
- 未利用及び遊休不動産の利活用企画及び開発
- 商業事業企画運営（ホテル、飲食店、物販ほか）
- 着地型観光サービス企画造成
- 映画館及び映画祭等事業企画プロデュース
- シェアオフィス企画運営プロデュース
- 広告デザイン企画制作、代理店業務
- 商店街、地域団体、協議会など事務局運営
- ビル建物のプロパティマネジメント業務
- 地方創生のシンクタンク、コンサルティング業務

## 沿革
2010年
- 3月：中心市街地活性化法に基づき、唐津市の中心市街地活性化基本計画の推進役としいきいき唐津株式会社が誕生（資本金300万円）。現在にいたるまで、中心市街地活性化協議会の事務局を務める

2011年
- 6月：資本金を3,000万円に増資
- 10月：カフェ＆バール「Odecafe」開業（～2022年）
- 10月：定期的な映画の上映会を企画した「唐津シネマの会」が、佐賀県「平成24年度 新しい公共の場づくりのためのモデル事業」に採択

2012年
- 3月：古民家リノベーション「中町CASA」開業
- 4月：大手口センタービルの管理PM事業開始
- 7月：「唐津シネマの会」を旗揚げし、活動開始

2013年
- 3月：唐津シネマの会の機関紙「IMAKARA」発刊、以後2017年まで10号に渡って発刊。唐津市所蔵の機関紙となる
- 4月：まち歩きガイドサービス「AruKara／歩唐」事業開始

2015年
- 4月：「カラツ大学」が佐賀県「平成27年度あなたの「地方創生」企画募集」事業に採択され、事業開始
- 6月：新天町パティオ整備事業推進委員会発足（2019年建設の商業複合施設KARAEにあたっての地元関係者協議会） 9月：唐津シネマの会が事務局となり、大林宣彦監督『花筐／HANAGATAMI』製作のための唐津映画製作推進委員会を設立、市を挙げてオール唐津ロケの映画の誘致に取り組む

2017年
- 12月：大林宣彦監督作品・唐津古里映画『花筐／HANAGATAMI』公開。第91回キネマ旬報ベスト・テン第2位に選ばれる。 ロケ地・唐津での先行上映会では、1万人が映画を鑑賞

2018年
- 2月：『花筐／HANAGATAMI』が第72回毎日映画コンクール日本映画大賞 及び 美術賞、第33回高崎映画祭特別大賞受賞など数々の賞を受賞

2019年
- 10月：商店街再開発事業として、商業複合施設「KARAE」竣工、総工費9億円（全店舗内装工事含む）うち経済産業省「地域文化資源活用空間創出事業」より2.5億円を調達 ・ホテル「HOTEL KARAE：ホテルカラエ」を開業 ・カフェ＆ダイニング「KARAE TABLE：カラエテーブル」を開業  ・アンテナショップ「KARAE SHOP：カラエショップ」を開業  ・唐津で22年ぶりとなる映画館「THEATER ENYA：シアターエンヤ」を復活させる

2020年
- 3月：子会社(株)iBUKi WORKSを設立し、シェアオフィス「MEME KARATSU：ミームカラツ」を開業
- 5月：コロナ禍により、商業複合施設「KARAE」休業
- 6月：映画館を運営する一般社団法人「Karatsu Culture Commissio」が佐賀県NPO支援ふるさと納税団体に認定される

2021年
- 5月：やきものギャラリー「GALLERY唐重：ギャラリーカラエ」を開業
- 12月：(株)iBUKi WORKSが「私暮らし試着プラン」実施（観光庁既存観光拠点再生・高付加価値化推進事業）

2022年
- 2月：やきものツーリズム造成（観光庁地域観光の磨き上げを通じた域内連携促進に向けた実証事業）
- 2月：オール唐津ロケ映画「花筐」聖地巡礼ツアー造成（観光庁既存観光拠点再生・高付加価値化推進事業）
- 3月：ショートフィルムアワード「第1回唐津演屋祭」を開催（佐賀県Lives Beyond支援事業）
- 7月：KARAEに飲食店「たまとり」を誘致（観光庁既存観光拠点再生・高付加価値化推進事業）

2023年
- 1月：YouTubeでいきいき唐津のチャンネルを作成し、まちづくりのオープンナレッジセミナーを開始（観光庁繰越既存観光拠点再生・高加価値化推進事業）
- 1月：まちづくり学びの聖地・唐津旅造成及びモニターツアー開催（観光庁繰越既存観光拠点再生・高加価値化推進事業）
- 2月：美食の窯元のツーリズム造成及びモニターツアー開催（観光庁地域独自の観光資源を活用した地域の稼げる看板商品の創出事業）
- 6月：宅建業の認可取得
- 7月：一般社団法人「Karatsu Culture Commission」の事業が「企業版ふるさと納税」に認定される
- 9月：国際交流基金の「JFFインディペンデントシネマ2023」の企画で、映画館「THEATER ENYA」が日本の映画館10館に選出。ドキュメンタリー「THEATER ENYA (Saga, JAPAN) – MINI THEATER JOURNEY」が世界に配信される
- 11月：一般社団法人「Karatsu Culture Commission」が唐津初の国際映画祭「唐津ライジングサン国際映画祭」を開催

2024年
- 2月：HOTEL KARAEがBooking.com 「Traveller Review Awards 2024」を受賞

2025年
- 1月：いきいき唐津株式会社が総務省主催の令和6年度「ふるさとづくり大賞」最優秀賞である内閣総理大臣賞を受賞。